# Фулерен
Фулерените (на английски: fullerene), Cn, са алотропна модификация на въглерода, атомите на която са подредени във формата на куха сфера, елипсоид или цилиндър. Сферичните фулерени са известни още като бъкиболи (на английски: buckyball), а цилиндричните — като въглеродни нанотръби. Фулерените имат сходство с графита, който е съставен от листове графен, но в тях обичайно се срещат и  петоъгълни и седмоъгълни въглеродни пръстени. Смятат се за най-стабилна форма на въглерода, тъй като там атомите са в sp2-хибридно състояние.
Откриването на фулерените през 1985 г. значително разширява броя на известните алотропни форми на въглерода, тъй като дотогава са известни  графитът, графенът, диамантът и аморфният въглерод. Фулерените са предмет на множество научни изследвания поради тяхното потенциално приложенине в нанатехнологиите.
Фулерените са открити случайно в природата и в открития Космос. Предполага се, че в околното пространство на въглеродните звезди в Космоса съществуват фулерени и линейни образувания от въглеродни атоми.

## Откриване
Преди 80-те години на 20 век е теоретично доказано и впоследствие наблюдавано, че при температури над 1000 К па́рите на всеки химичен елемент, освен въглерода, са или едноатомни, или двуатомни, а само въглеродът образува клъстери Cn с размери в нанометровия диапазон, образувайки куха молекула. При температура 3000 – 4000 °C е значителен броят на клъстерите n ≈ 15. До 1986 г. никой не се е стремял да получи клъстери с n > 20. През 1985 г. американците Ричард Смоли и Робърт Кърл и британецът Харолд Крото създават заедно нова техника за изследване на въглеродните клъстери, както и метод за получаване на високоплътни клъстерни потоци със свръхзвукова скорост в струя на хелий и лазерно изпарение на въглерода. В резултат на изследването станало ясно, че при определени условия на експеримента интензитетът на клъстера C60 се получава хиляди пъти по-голям от всички останали. Изследвания показват, че C60 е затворена куха фигура, приличаща на футболна топка, голяма 1 нанометър, чиято повърхност се образува от 12 петоъгълника и 20 шестоъгълника. Петоъгълниците са образувани от от единични връзки, а при шестоъгълниците се редуват прости и двойни връзки, като за цялата молекула е харакетрна резонансна свръхароматност. Молекулата на C60 е икосаедрична. 
Названието „фулерени“ е в чест на американския архитект Ричард Бъкминстър Фулър, който използвал конструкция с петоъгълници и шестоъгълници, за да затвори сферичната форма на купола на ЕКСПО-60 в Монреал, САЩ.
В масовия спектър на изследването са получени и други структури n = 70, 50, 28 и по-рядко 20, 24, 32, 36, но всички те са значително по-нестабилни от C60. За своето откритие Ричард Смоли, Робърт Кърл и Харолд Крото, получават Нобелова награда по химия през 1996 г.

## Физични свойства
Фулерените са ситнокристални вещества. Не са намерени следи от други атоми по повърхността на фулерените, което ги различава от отсатналите алотропни форми на въглерода. C60 кристализира в кубична сингония, тип NaCl с плътност 1,7 g/cm3. При нагряване кристалите се топят на 500 – 600 °C , а молекулите се разрушават при 900 – 1000 °C. Притежават полупроводникови свойства.

## Химични свойства
Фулерените реагират с алкалните метали и образуват йонни съединения, наречени фулериди – K3C60, KRb2C60, Na2CsC60.

## Производни
Възможно е присъединяването на алкилови вериги към фулереновата молекула. Известни са и органометални производни. Хетерофулерените са производни на фулерените, при които поне един въглероден атом от клъстера е заменен с друг – B, N, S, Si. Външноописани фулерени са химични съединения, при които атом или атомна група са вкарани във фулерена, обозначавано със символа @: He@C20, U@C28, La@C28.

## Синтез
При условията на синтез, най-често се получават C60 и C70 в по-значителни количества. Те се разделят като при разтваряне в кипящ бензен и прокарване на сместа през хроматографска колонка от γ-Al2O3. Фракцията от C60 е пурпурнолилава, а от C70 е тъмнооранжева.
Ако при синтезирането на фулерени се добавят няколко процента Ni или Co, се възпрепятства образуването на сферичната структура на фулерена. При подходящи температура и скорост на реакцията, е възможно получаване на въглеродни нанотръбички с един отворен край, а другият съдържа половин фулерен. Те имат диаметър от един до няколко нанометра. Откритието на стабилни фулерени и нанотръби слага началото на нова област на научни изследвания и твърдотелни нанотехнологии с широко практическо приложение.
Днес фулерените се синтезират рутинно и се използват широко в науката и нанотехнологиите. Сред тях са и въглеродните нанотръби, въглеродни нанопъпки  и въглеродни нановлакна.